# Vengaboys
Vengaboys est un groupe néerlandais d'Eurodance, originaire de Rotterdam. Formé par les producteurs néerlandais Wessel van Diepen (qui a choisi les membres du groupe) et Dennis van den Driesschen (connu sous les noms de Danski et Delmundo), le groupe a connu un succès commercial à la fin des années 1990. Ils sont surtout connus pour leurs tubes We Like to Party, Boom, Boom, Boom, Boom!! et We're Going to Ibiza, ces deux derniers étant arrivés en tête du UK Singles Chart et ayant vendu environ 25 millions de disques dans le monde entier.

## Histoire

### Début (1996–1998)
Le nom « Vengaboys » est à l'origine le titre du projet musical électronique des producteurs néerlandais Danski et Delmundo en tant que DJ au début des années 1990. En 1997, ils décident d'utiliser ce nom pour produire un groupe de pop, en choisissant la chanteuse brésilo-néerlandaise Kim Sasabone comme leader vocal. Après quelques auditions, Denise Post-Van Rijswijk, Roy den Burger et Robin Pors sont ajoutés pour compléter le groupe.
En août 1997, le groupe sort son premier single Parada de Tettas, suivi de To Brazil! en décembre 1997 et de Up and Down en février 1998. En avril 1998, le groupe sort son premier album Up and Down - The Party Album aux Pays-Bas et en Belgique. L'album est certifié disque d'or aux Pays-Bas. Il est suivi par We Like to Party ! en mai, qui se classe en deuxième position dans les charts néerlandais et en première position dans les charts belges en juin 1998. En octobre 1998, le groupe sort Boom, Boom, Boom, Boom!! et Greatest Hits ! Part 1, l'album atteint la première place du hit-parade néerlandais. En novembre 1998, les Vengaboys entrent dans le UK Singles Chart à la quatrième place avec Up and Down, We Like to Party! sort internationalement en 1999 et se classe dans le Top 10 dans de nombreux pays européens, au Canada, en Australie, et en Nouvelle-Zélande, atteignant la 26e place du Billboard Hot 100.
En juin 1999, les Vengaboys sortent Greatest Hits ! Part 1 sous le nom de The Party Album, leur premier album studio. Le single Boom, Boom, Boom, Boom!! arrive en tête des hit-parades au Royaume-Uni, en Nouvelle-Zélande et aux Pays-Bas. En novembre 1999, Boom, Boom, Boom, Boom !! est également utilisé dans une publicité au Japon pour Nissan, pour son break 5 portes Wingroad. We're Going to Ibiza, une reprise du tube numéro 1 Barbados de Typically Tropical sorti en 1975, atteint également la première place aux Pays-Bas en septembre 1999. L'album passe 30 semaines consécutives au Billboard 200 américain et est certifié disque d'or (500 000 unités) en novembre 1999.
L'album Remix sort en janvier 2000, proposant de nouveaux remix de danse des chansons du premier album des Vengaboys. Le 2 mai 2000, les World Music Awards décernent aux Vengaboys le prix du groupe de dance le plus vendu de l'année.

### Platinumet pause (2000–2002)
Peu avant la sortie de leur prochain album studio, Pors quitte le groupe pour poursuivre une carrière solo et est remplacé par le dresseur de dauphins Yorick Bakker. L'album Platinum sort au début de l'année 2000, et le groupe connait un succès continu, puisque ses trois premiers singles Kiss (When the Sun Don't Shine), Shalala Lala et Uncle John from Jamaica se sont tous classés en Europe, en Australie, en Nouvelle-Zélande et au Canada, les deux premiers étant même arrivés en tête des charts néo-zélandais. Pour le quatrième single de l'album, Cheekah Bow Bow (That Computer Song), le groupe s'adjoint un membre virtuel, Cheekah, animée par ordinateur.
En 2002, Denise Post-Van Rijswijk et Bakker quittent le groupe.

### Retour (depuis 2007)
En 2007, ils reviennent sur la scène des clubs avec un nouveau membre, Donny Latupeirissa alias Ma'Donny, qui remplace den Burger en tant que Cowboy. En 2010, le groupe sort un nouveau single, Rocket to Uranus, en collaboration avec l'auteur-compositeur-interprète Pete Burns et la célébrité américaine Perez Hilton. La vidéo est diffusée pour la première fois le 6 juin sur la chaîne de télévision néerlandaise TMF, et en formats 2D et 3D sur leur propre site Internet et leur chaîne YouTube. En décembre 2011, le groupe sort The Best of Vengaboys en Australie.
En janvier 2013, le groupe interprère pour la première fois une reprise de Hot, Hot, Hot, lors de sa tournée nationale en Australie. La chanson sort en juillet 2013 en tant que single. En janvier 2014, Robin Pors déclare lors d'une interview à Dubaï que le groupe a l'intention de continuer à tourner en Europe et qu'il travaille sur de futurs spectacles au Moyen-Orient et en Inde, tout en interprétant ses plus grands succès, son dernier single, Hot, Hot, Hot, et, semble-t-il, de nouveaux titres inédits. Il déclare également que la sortie de nouveaux titres était prévue pour 2014. En mai 2014, un nouveau remix de leur single To Brazil, rebaptisé 2 Brazil, sort. En novembre 2014, un nouvel album est publié sous le nom de The X-mas Party Album, comprenant tous les succès des Vengaboys avec un son de Noël. Une tournée en Afrique du Sud est annoncée pour décembre.
En 2019, les Vengaboys célèbrent leur 20e anniversaire et publient des versions unplugged des chansons Boom, Boom, Boom, Boom et We're Going to Ibiza! et sortent un EP intitulé Unplugged #1's. En 2019, le journal en ligne néerlandais Nu.nl qualifie les Vengaboys de groupe pop néerlandais le plus populaire de l'histoire.
À l'été 2020, le groupe sort une version festival de son tube mondial Up and Down avec le DJ et producteur australien Timmy Trumpet, la nouvelle version étant créditée Timmy Trumpet x Vengaboys. En septembre 2021, le groupe sort une reprise de 1999 de Charli XCX et Troye Sivan, rebaptisée 1999 (I Wanna Go Back) et accompagnée d'une vidéo de style deepfake qui voit les stars de reprises de différents albums des années 1990 faire de la synchronisation labiale sur la chanson et le groupe mis dans la séquence titre de Friends avec le canapé et la fontaine,. En septembre 2021, les Vengaboys participent à la tournée 90's Nostalgia : Electric Circus Tour au Canada, avec de l'Eurodance.

## Membres

### Membres actuels
- Kim Sasabone (1997–2002, depuis 2007)
- Denise Post-Van Rijswijk (1998–2002, depuis 2007)
- Robin Pors (1998–1999, depuis 2009)
- Donny Latupeirissa (depuis 2007)

### Anciens membres
- Roy den Burger (1998–2002)
- Yorick Bakker (1999–2002, 2007–2009)

## Discographie

### Albums studio
- 1998 : The Party Album
- 2000 : The Platinum Album

### Compilations
- 1999 : Greatest Hits! Part 1
- 1999 : The Party Mixes 2
- 2000 : The Remix Album!
- 2001 : The Best of Vengaboys

### Singles
- 1997 : Parade des Tettas
- 1998 : To Brazil!
- 1998 : Up and Down
- 1998 : We Like to Party! (The Vengabus)
- 1998 : Boom, Boom, Boom, Boom!!
- 1999 : We're Going to Ibiza
- 1999 : Megamix
- 1999 : Kiss (When the Sun Don't Shine)
- 2000 : Shalala Lala
- 2000 : Uncle John from Jamaica
- 2000 : Cheekah Bow Bow (That Computer Song)
- 2001 : Forever as One
- 2010 : Rocket to Uranus
- 2013 : Hot Hot Hot
- 2014 : 2 Brazil!
- 2016 : The Sign
- 2019 : Unplugged #1's
- 2020 : Up and Down (avec Timmy Trumpet)
- 2021 : 1999 (I Wanna Go Back)